# Яворський Матвій Іванович
Матві́й Іва́нович Яво́рський (15 листопада 1885, с. Корчмин, Сокальський повіт, Королівство Галичини та Володимирії, Австро-Угорщина — 3 листопада 1937, Сандармох, ГУЛАГ, РРФСР) — український історик, політичний діяч, академік ВУАН. Репресований.

## Біографічні відомості
Народився в с. Корчмин в Галичині (с. Корчмин нині в Томашівському повіті Люблінського воєводства, Польща).
Вивчав право у Львівському й Віденському університетах.
За Першої світової війни був старшиною австрійської армії. Після підписання Берестейської мирової угоди прибув до Києва у складі підрозділу Австрійської армії, де був політичним референтом-перекладачем генерала Олександра Лінзінгена. Після виведення австрійських військ з України 1918 року повернувся на батьківщину, вступив до Української Галицької армії, був сотником.
1919 року прибув до Києва, згодом переїхав до Харкова, де 1920 року вступив до КП(б)У і став офіційним історіографом марксистської історичної школи, протегованої московською владою.
У 1920-х роках у Харкові Яворський деякий час завідував управлінням Укрнауки, згодом очолював історичний відділ Українського інституту марксизму, а деякий час весь інститут. Співпрацював з Миколою Скрипником. Рівночасно викладав історію України у вишах Харкова.
Весною 1929 року московською владою була ініційована «дискусія серед істориків України». Яворський був звинувачений в «антибільшовицькій системі поглядів», у «фактичному запереченні закономірностей пролетарської революції на Україні».
5 вересня 1929 року харківська преса оприлюднила допис М. І. Яворського «Про мої помилки в концепції історії України».  Після цього «каяття» Яворського обрано дійсним членом ВУАН. Відтоді він працював у Києві, бувши членом президії І Відділу (Історико-філологічного) ВУАН, його секретарем і фактичним керівником, бо голова цього відділу Дмитро Багалій перебував у Харкові. Але вже 1929 року його звинувачено в «націоналістичному ухилі» й усунено з історичного відділу Інституту марксизму.

### Арешт і подальша доля
У лютому 1930 року Яворського звинувачено в приховуванні «контрреволюційного минулого», виключено з партії й зі складу ВУАН. Незабаром заарештований і 1931 року засланий у Соловки. У неволі перебував під пильним наглядом оперчастини табору, залишався палким патріотом Україні і непримиренним ворогом більшовизму. У справі Яворського 1933 року проведено додаткове слідство.
За спогадами Семена Підгайного, що перебував в ув'язненні на Соловках разом з Яворським, той мав голодний психоз:
|                                                                                            | Під час цієї розмови, я помітив, що Яворський раз-у-раз дістав з кишені маленькі шматочки хліба і їв. Він якось ненатурально зиркав на свої нари. Мені стало ясно. У Яворського була психоза голоду. |
| — Семен Олександрович Підгайний, «Українська інтелігенція на Соловках (спогади 1933-1941)» | |

Допомогу з лікування цього психозу надавала уся соловецька громада: ув'язнені приносили, що мали з їжі, і Яворський їв, а що не з'їдав, ховав у приголовку нар. Позбувся недугу лише через шість місяців такої «терапії».
На Соловках одверто виявляв лють і презирство до НКВС і радянського режиму загалом. Завжди працював на загальних тяжких фізичних роботах, часто самотньо, ні з ким не розмовляючи. У таборі був десятником лісгоспу, перебиральником овочів, смолярем. Оголошував голодування. 
Під кінець свого ув'язнення написав листа Сталіну. За словами Підгайного, лист, копію якого нелегально читала вся українська колонія Соловків, через «третю частину» мав потрапити до рук адресата. Лист був короткий, але грізний. Свій лист Яворський закінчував тим, що зрікався права звільнятись з тюрми доти, «доки Україною будуть правити Сталін з москалями».
Щойно лист був переданий, того ж вечора Яворського посадили до ізолятора, а через декілька тижнів йому оголосили, що термін ув'язнення того продовжено ще на п'ять років.
Просидів у ізоляторі до листопада-грудня 1937 року. Вивезений з острова етапом, а згодом розстріляний разом з іншими в'язнями Соловецького табору особливого призначення 3 листопада 1937 року в урочищі Сандармох (Карелія).
Реабілітований посмертно — Ленінградським обласним судом РРФСР (01.06.1964) і Верховним судом УРСР (1989). Поновлений у званні академіка АН України (1991), а також у званні академіка АН Білорусі (1994).

## Наукова діяльність
Яворський — перший український історик, що пробував укладати історію України за «марксистсько-матеріалістичним законом». Без відповідної фахової практики й достатньої документації його твори позначені ідеологічними маніпуляціями історичних фактів.
Серед творів Яворського відомі насамперед популярні підручники:
- «Нарис історії України», т. І (до кінця литовської доби, 1923), т. II (до упадку Гетьманщини, 1924);
- «Коротка історія України» (1927), що охоплювала події до 1920;
- «Історія України в стислому нарисі» (три видання 1928 — 1929).
- Яворський М. На історичному фронті: зб. ст. Т. 1 / М. Яворський ; Ін-т марксизму-ленінізму, Іст. від. — Харків: Держ. вид-во України, 1929. — 260 с.

Згідно з ідеологічним унапрямленням, Яворський опрацював розвідки про революційні рухи в Україні:
- «История революционного движения на Украине» (1922),
- «Революція на Україні в її головніших етапах» (1923),
- «Нариси з історії революційної боротьби на Україні» (т. І 1927, т. II, ч. 1 1928),
- «Україна в епоху капіталізму» (т. І — III, 1924 — 25).

Крім того, Яворський був автором низки статей у спеціалізованих збірниках і журналах:
- «К истории КП(б)У» (Октябрская революция. Первое пятилетие, 1922),
- «Емський акт 1876 р.» («Прапор марксизму», І, 1927),
- «Проблема української національно-демократичної революції у 1917 p., її історичні основи та її рухові сили» («Червоний шлях», ч. 2, 4, 1927),
- «Сучасні течії серед української історіографії» (зб. «Криза сучасної буржуазної науки та марксизм», 1929),
- «Провідні думки в розвиткові іст. науки» («Прапор марксизму», І, 1929),
- «Современные антимарксистские течения в украинской исторической науке» («Труды первой всесоюзной конференции историков-марксистов, 28. 12. 1928 — 4. 1. 1929», т. І, 1930),
- «Das Ergebnis der ukrainischen Geschichteforschung in den Jahren 1917 — 1927» («Osteuropäische Forschungen», VI, 1929).

В Австралії перевидано «Нарис історії України», т. І — II (Аделаїда, 1986).
Праці Яворського були гостро критиковані в українській національній історіографії за тенденційність і нефаховість (Дмитро Багалій, Дмитро Дорошенко, Іван Крип'якевич, Олександр Оглоблин), а з 1929 також радянською історіографією, яка «яворщиною» прозвала «націоналістичний ухил» в історії. Яворського обвинувачено в ідеологічних помилках: «перебільшенні місця національного питання в революційній боротьбі, ідеалізації дрібнобуржуазних націоналістичних партій» та трактуванні української революції не як частини російської, а окремого витвору українського історичного процесу.

## Виноски
1. ↑  Малая Советская Энциклопедия. Том десятый. Швеция—Яя. — М.: Государственное словарно-энциклопедическое издательство «Советская Энциклопедия» — ОГИЗ РСФСР, 1931.— Стб. 395.
2. 1 2  Підгайний, Семен (1947). Українська інтелігенція на Соловках (спогади 1933—1941). Видавництво «Прометей».
3. ↑  Шевченко С. В. Імперія терору. — К.: Фенікс, 2021. — С. 341
4. ↑  Newzz.in.ua — Соловецький концтабір. СРСР [Архівовано 2013-02-15 у Wayback Machine.] (рос.)